# Сибирский деловой союз
АО "Холдинговая компания «Сибирский деловой союз» (АО ХК «СДС»; ХК «СДС»; «СДС») — российский холдинг, расположенный в Кемеровской области и Алтайском крае. Штаб-квартира компании расположена в Кемерово. Компания основана 12 августа 2004 года. Холдинг является заказчиком самого крупного карьерного самосвала в мире БелАЗ-75710

## Структура
Корпоративное управление предприятиями ХК «СДС» осуществляется через отраслевые холдинги: АО ХК «СДС—Уголь», ООО «СДС—Строй», ОАО ХК «СДС—Алко», ООО «СДС Медиахолдинг», ООО ХК «СДС—Энерго», АО «СДС—Азот».
| АО ХК «СДС—Уголь»      | Шахта «Южная» (филиал АО «Черниговец») ООО "Шахта «Листвяжная» АО «Черниговец» АО «Салек» (разрез «Восточный») ООО "ШУ «Майское» (разрез «Первомайский») ООО "Торговый дом «СДС-Трейд» ООО «ТВК» ООО ОФ «Прокопьевскуголь» ООО «СИГД» |
| АО СДС-Азот            | Кемеровское АО «Азот» ООО «Ангарский азотно-туковый завод» |
| ООО «СДС—Строй»        | ОАО «Крапивиноавтодор» ОOО "Проектный институт «Кузбассгорпроект» ООО «Базальт-Экология» ООО «Черниговский базальт» ООО «Мазуровский кирпичный завод» ООО «СДС—Жилсервис» ООО «Кемеровский ДСК» ООО «Строительная компания „Кемеровский ДСК“» |
| ОАО ХК «СДС—Алко»      | ООО «Сибирская ликеро-водочная компания» ООО Торговый дом «СДС—Алко» ООО «Сельские рынки Кузбасса» ООО «СДС—Маркет» ОАО «Новокузнецкий ликёро-водочный завод» ООО «Красноярский Водочный Завод» |
| ООО «СДС—Медиахолдинг» | ООО Европейская медиагруппа «Русское радио Кемерово» «Русское радио Новокузнецк»" «DFM—Кемерово» «Радио Шансон Новокузнецк» «Ретро FM Кемерово» «Хит FM в Кузбассе» «Европа Плюс Владивосток» «Ретро FM Владивосток» «Радио 7 Владивосток» «Дорожное радио Владивосток» «Наше Радио Владивосток» «МК в Кузбассе» Газета «Союз» Интернет-портал «Сибдепо» Телеканал «Мой город» Телеканал «Мой город Новокузнецк» |
| ООО ХК «СДС—Энерго»    | ООО «ЭСКК» ООО «Прокопьевскэнерго» ООО «Междуреченская котельная» |
| АК ХК СДС              | Животноводческий комплекс Ваганово Комбикормовый завод Ваганово Охотхозяйство «Шестаковское» |
| Сибирский торговый дом | ООО «Красноярский водочный завод» ООО «Сибирская водочная компания» Натуральное молоко Общественное питание |
| Отдых и оздоровление   | Эко-комплекс «Танай» АО КМСЧ «Центр здоровья» |
| Спортивные учреждения  | СРК Арена Региональный центр дзюдо |

## Происшествия
25 ноября 2021 года в шахте «Листвяжная», принадлежащей компании АО ХК «СДС-Уголь» (Кемеровская область, Россия) в результате взрыва метана погиб 51 человек, 76 человек пострадали. Среди погибших — 5 спасателей, участвовавших в горноспасательных работах.